# Norte Shopping (Rio de Janeiro)
O NorteShopping é um centro comercial de grande porte da cidade do Rio de Janeiro.

## Histórico

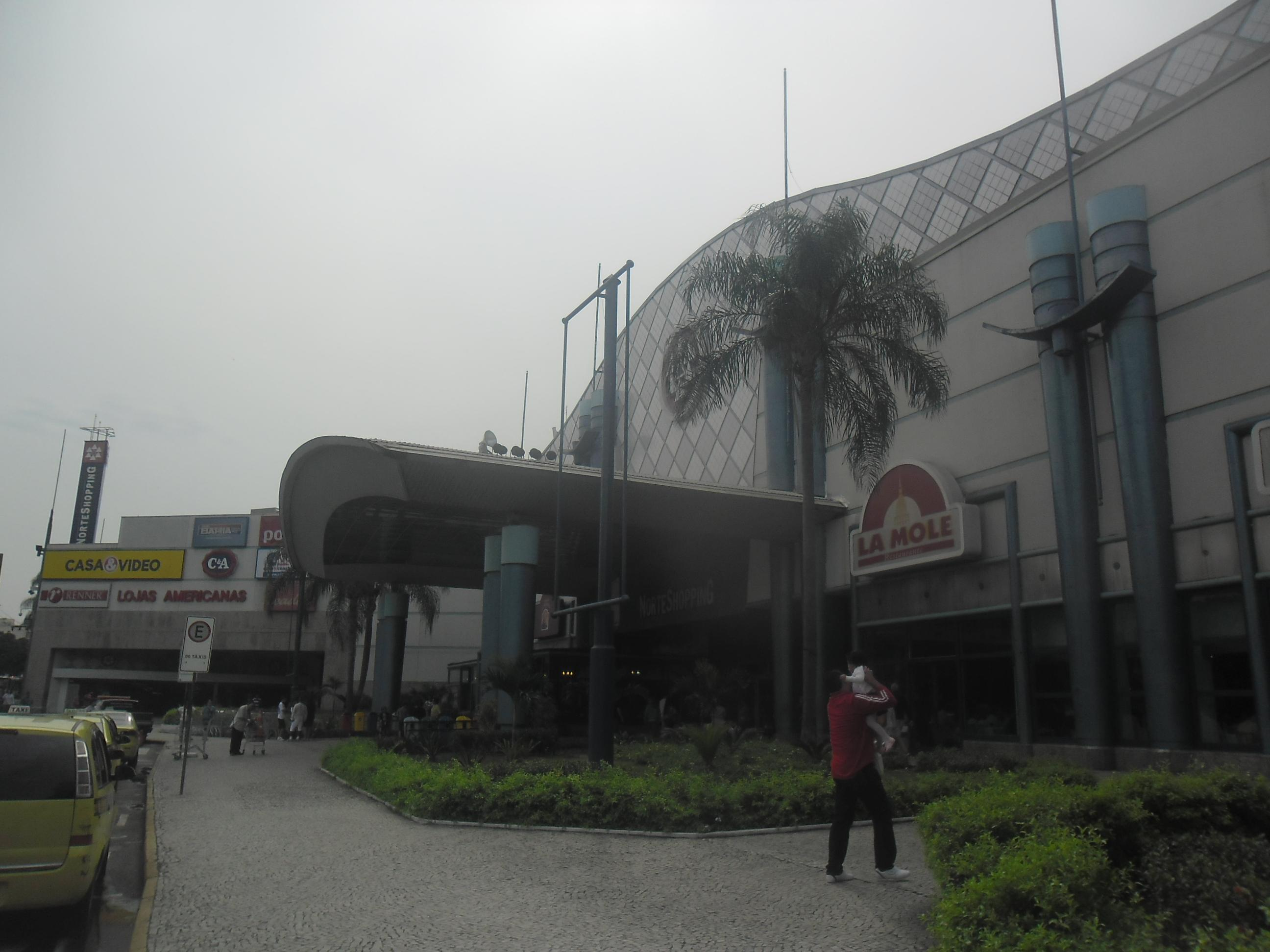
Entrada principal do NorteShopping em 2013

Inaugurado em 1986 na antiga fábrica da Klabin, ajudou a alavancar o setor imobiliário do chamado Grande Méier, em particular o bairro do Todos os Santos, onde o centro comercial está localizado.
Pelos corredores do NorteShopping passam mais de 3,5 milhões de consumidores por mês e o shopping é conhecido no mercado carioca pela sua força em vendas. Recebe consumidores de praticamente toda a cidade e de boa parte da baixada fluminense, porém tem como principal área de influência a Zona Norte do Rio, em especial os bairros do Méier, Cachambi, Del Castilho, Maria da Graça, Higienópolis, Inhaúma, Jacaré, Benfica, São Cristóvão, Bonsucesso, Ramos, Olaria, Penha, São Francisco Xavier, Rocha, Riachuelo, Sampaio, Engenho Novo, Lins de Vasconcelos, Todos os Santos, Engenho de Dentro, Pilares, Tomás Coelho, Engenho da Rainha, Abolição, Encantado, Água Santa, Piedade, Cavalcante, Quintino Bocaiúva, Cascadura, Madureira, Rocha Miranda, Campinho, Oswaldo Cruz, Bento Ribeiro e Marechal Hermes. Conta com 343 lojas, 24 âncoras e megalojas (Bodytech, C&A, C&C, Camicado, Carrefour, Casa & Vídeo, Casas Bahia, Centauro, Fast Shop, Leader, Lojas Americanas, Marisa, Paquetá Esportes, PBKids, Polishop, Ponto Frio, Renner, Ri Happy, Riachuelo, Saraiva, Tok & Stok, Magic Games e UCI Kinoplex), 1 centro médico, 1 teatro (Teatro Miguel Falabella), 1 faculdade (Estácio de Sá), 2 escolas (Centro Educacional da Lagoa e Sistema Elite de Ensino). 2 cursos de idiomas (Aliança Francesa, CCAA), pista de patinação no gelo, boliche e diversos serviços. Seu estacionamento tem 8.000 vagas. É um dos shoppings mais movimentados do Brasil.
Inaugurou em dezembro de 2006 sua 2ª expansão, denominada Pátio NorteShopping, uma área de 32,500 mil m² dedicada ao lazer e entretenimento, de autoria do escritório de design canadense Designcorp. Dentre as novas operações, pode-se destacar o Striker - boliche com 26 pistas, o cinema UCI Kinoplex com 10 salas, Academia Bodytech (com 7.000m²) e bares e restaurantes como o Outback, Devassa, Botequim Informal, Pizza Hut, Bibi Sucos e Na Pressão. O NorteShopping oferece serviço de internet wireless gratuito para equipamentos Wi-Fi.[carece de fontes?]
Há pouco tempo, o NorteShopping inaugurou mais uma expansão, a Torre NorteShopping, mais conhecida como a Torre, ela conta com 10 andares de espaços para alugar, cada andar possui mais de 30 salas. Esta expansão conta com 4 elevadores, acesso interno pelo shopping, e pela Avenida Dom Hélder Câmara.
O NorteShopping conta, ainda, com quatro entradas para pedestres e veículos: Entrada principal (Dom Helder Câmara), Pedras Altas, Gândavo e Fernão Cardim. Esta última, teve a passagem para pedestre bloquada no dia 25 de novembro de 2012.

### Campanhas
O shopping já participou da Hora do Planeta, campanha mundial idealizada pela organização WWF. O Shopping Leblon, Center Shopping, Fashion Mall, Ilha Plaza, NorteShopping, Plaza Niterói, Recreio Shopping, Rio Plaza, Shopping Tijuca, Top Shopping, Via Brasil, West Shopping e Bangu Shopping realizaram ações como reduzir as luzes da fachada e as luzes internas, gerando uma economia de cerca de 472 kWs de energia.[carece de fontes?]
O Shopping também participou de campanha para abrigar os desabrigados de Xerém, vítimas de um forte alagamento ocorrido em janeiro de 2013, que foi notícia em todo o país.
O NorteShopping foi eleito, na pesquisa "Marcas dos cariocas" (levantamento encomendado pelo jornal O Globo ao Grupo Troiano de Branding), como um dos cinco shoppings principais que moram no coração de quem vive no Rio de Janeiro.